# 大場千秋
大場 千秋（おおば ちあき、1902年11月18日 - 1978年11月28日）は、日本の文化人類学者。

## 人物・来歴
北海道出身。早稲田中学校 (旧制)、水戸高等学校 (旧制)卒業。1928年、東京帝国大学文学部心理学科卒業。東大副手、水戸高等学校教授を経て、1949年茨城大学教授。66年定年退官、名誉教授、茨城キリスト教大学教授。73年定年退職。長男は大場牧夫、次男は大場幸夫。

## 著書
- 『呪の信仰』心理学叢書 教育研究会, 1931
- 『民族心理学』弘文堂, 1941
- 『原始民族の実験心理学』中和書院, 1948
- 『民族心理学 原始文化の心理学的研究』刀江書院, 1949
- 『文化人類学』世界社, 1950
- 『文化人類学序説』刀江書院, 1957  新版 明好社, 1968

翻訳
- ダンツェル『原始民族の文化と宗教 民族心理学の主要問題』河出書房, 1943